# Takt (motor)
 For alternative betydninger, se Takt. (Se også artikler, som begynder med Takt)
Ved en takt i en motor, forstår man et slag af stemplet enten fra top til bund eller fra bund mod top.
I en firetakts motor gør stemplet fire slag for hver gang, der sker en forbrænding. De fire takter har hver sit navn:
1. takt: Indsugning.
2. takt: Kompression.
3. takt: Arbejdsslag.
4. takt: Udstødning.